# Liste italienischer Literaturpreise
Die folgende Liste enthält italienische Literaturpreise bzw. Literaturpreise für italienischsprachige Literatur.

## A
- Premio letterario Giuseppe Acerbi
- Premio Acqui Storia
- Alabarda d’oro
- Premio Alassio Centolibri – Un Autore per l’Europa
- Premio Alessandro Tassoni
- Premio Alghero Donna
- Premio Alien
- Premio Andersen
- Archivio Diaristico Nazionale
- Premio Autori da scoprire

## B
- Premio Bagutta
- Premio Bancarella
- Premio Bancarella della Cucina
- Premio Bancarella Sport
- Premio Bancarellino
- Premio Letterario Basilicata
- Premio Laudomia Bonanni
- Premio Brancati

## C
- Premio Calabria
- Premio Campiello
- Premio letterario Casentino
- Premio letterario Castelfiorentino
- Premio Letterario Castiglioncello-Costa degli Etruschi
- Premio La Cèa d’Oro
- Premio Cento
- Premio Raymond Chandler
- Premio Chiara
- Premio internazionale Città di Ostia
- Praemium Classicum Clavarense
- Premio letterario Carlo Cocito
- Premio letterario Giovanni Comisso
- Critici in erba

## D
- Premio Stephen Dedalus
- Premio Deledda
- Premio Dessì
- Deutsch-Italienischer Übersetzerpreis

## E
- Premio Letterario Elba

## F
- Premio Fedeli
- Fenice-Europa
- Premio Fernanda Pivano
- Premio Feronia-Città di Fiano
- Premio Fiesole Narrativa Under 40
- Utente:Filippof/Paginaprova
- Premio Il Fiore
- Premio Flaiano
- Franz-Tumler-Literaturpreis
- Premio Frignano
- Premio Friuli Storia

## G
- Premio letterario Galileo per la divulgazione scientifica
- Premio „La Giara“
- Premio letterario Giorgio Calcagno
- Premio Giorgio Scerbanenco
- Premio del Giovedì Marisa Rusconi
- Premio Giuseppe Berto
- Premio Graziosi Terra degli aironi
- Premio Gran Giallo Città di Cattolica
- Premio Gregor von Rezzori
- Premio Grinzane Cavour

## I
- Premio Internazionale di Poesia Nosside
- Premio Italia
- Premio Italo Calvino
- Prix Italia
- Premio ITAS del Libro di Montagna

## L
- Premio Leonardo
- Premio leopardiano La Ginestra
- Premio LericiPea
- Premio Lovecraft
- Premio internazionale Mario Luzi
- Lyrikpreis Meran

## M
- Premio Malaparte
- Premio Mariano Romiti
- Premio Nazionale di Poesia Biagio Marin
- Premio letterario internazionale Nino Martoglio
- Premio Marzotto
- Premio letterario Merck Serono
- Premio Mondello
- Premio Monselice
- Premio Librex Montale
- Premio di poesia Lorenzo Montano
- Premio Moravia per un breve racconto su Roma
- Premio Murat
- Premiolino

## N
- Premio Napoli
- Premi nazionali per la traduzione
- Premio Nonino

## O
- Premio Oltrecosmo
- Premio Omelas
- Premio Bergamo
- Premio Sandro Onofri
- Premio Letterario Orient-Express

## P
- Premio Palmi
- Parole per strada
- Premio Pirandello
- Premio Pisa
- Premio Pozzale Luigi Russo
- Premio letterario di prosa latina

## R
- Premio letterario nazionale per la donna scrittrice
- Premio Robot

## S
- Premio Salone Internazionale del Libro
- Premio San Babila
- Premio San Gerolamo
- Premio San Pellegrino
- Premio letterario internazionale Santa Barbara
- Premio Giancarlo Siani
- Premio Ignazio Silone per la cultura
- Premio SISSCO
- Premio Lo Straniero
- Premio Strega
- Premio Stresa
- Subway-Letteratura

## T
- Targa Jean Giono
- Premio Tedeschi
- Premio Teramo per un racconto inedito
- Premio Tobino
- Premio letterario Giuseppe Tomasi di Lampedusa
- Premio internazionale Torino in Sintesi
- Trofeo RiLL

## U
- Premio Urania

## V
- Premio Viareggio
- Premio Vittoria Aganoor Pompilj
- Premio Vittorini